# Bad Religion
Bad Religion est un groupe de punk rock américain, originaire de San Fernando Valley, Los Angeles, en Californie. Il est connu pour ses chansons aux paroles critiques envers la société. Ils sont considérés comme l'un des meilleurs groupes de punk rock de tous les temps, avec cinq millions d'albums vendus à l'international.
Bad Religion se construit une réputation underground aux États-Unis avec ses premiers albums (dont Suffer, No Control, Against the Grain et Generator) avant de signer au label Atlantic Records en 1993. Leur popularité s'accroit avec la sortie d'un septième album et aussi premier chez une major, Recipe for Hate, qui atteint la 14e place des Billboard Top Heatseekers. Recipe for Hate est suivi une année plus tard, par Stranger than Fiction, qui comprend le single Infected et la version réenregistrée de 21st Century (Digital Boy), et est certifié disque d'or aux États-Unis et au Canada. Peu après la sortie de Stranger than Fiction, Gurewitz quitte Bad Religion pour diriger son propre label Epitaph Records à plein temps, et est remplacé par Brian Baker.
Depuis le retour de Gurewitz en 2001, le groupe accroit de nouveau sa popularité avec la sortie d'un seizième album, True North (2013), qui atteint la 9e place du Billboard 200. Le groupe annonce en 2015 un dix-septième album pour 2017.

## Biographie

### Débuts (1980–1983)
Le groupe est formé en 1980 à Los Angeles, en Californie, par Greg Graffin, Jay Bentley, Jay Ziskrout, et Brett Gurewitz alors camarades d'école. D'après Jay Bentley, Bad Religion est formé en novembre ou décembre 1979, « mais personne ne s'en souvient exactement. Greg Graffin voulait faire de l'année 2000, le 20e anniversaire de Bad Religion. » Leur première performance publique s'effectue avec six ou huit chansons à Fullerton ou Santa Ana, en Californie en ouverture pour Social Distortion. Le premier concert officiel s'effectue le 11 novembre 1980 au Joey Kills Bar de Burbank, en Californie.
Ils sortent en 1981 leur premier enregistrement éponyme sur le label punk rock indépendant Epitaph Records, créé et géré par Brett Gurewitz. En 1982, le groupe sort son premier album How Could Hell Be Any Worse?, qui élargit leur audience et se vend à près de 12 000 exemplaires. Durant l'enregistrement de celui-ci, Jay Ziskrout quitte le groupe et est remplacé par Peter Finestone.

### Into the UnknownetBack to the Known(1983–1985)
En 1983, le groupe sort l'album Into the Unknown agrémenté de gimmicks de hard rock progressif au piano. Cet album est très impopulaire auprès des fans. Bad Religion le désavoue et en cesse même un temps la diffusion. Toutefois, plus tard, l'album en question devenu un collector, retrouvant un peu de considération de la part des fans, qui le considèrent comme un bon album, bien que peu représentatif de Bad Religion. Maintenant cet album peut se vendre pour plus de 100 dollars sur eBay, en version parfois piratée[réf. nécessaire].
En 1984, le groupe retourne à un son plus rock avec l'EP Back to the Known, mais le groupe se sépare peu de temps après en 1985.

### Retour, deSufferàGenerator(1986–1992)
Le groupe se reforme en 1986 et sort, deux ans plus tard, l'album Suffer, qui cimente le retour du groupe sur la scène punk. Cet album est considéré comme un des meilleurs du groupe et aurait « sauvé la scène punk californienne ». Même s'il n'atteint pas le Billboard 200, il est positivement accueilli et voté meilleur album de l'année par des magazines comme Trust, Maximum Rocknroll et Flipside. Pendant la tournée Suffer en 1988, Bad Religion commence à écrire de nouvelles chansons. Au début de 1989, alors que le groupe récupère de sa tournée, les membres commencent à enregistrer un nouvel album au studio Westbeach Recorders en juin. L'album qui en ressort, No Control, est publié en novembre 1989, et devient le meilleur album de Bad Religion' à cette période, vendu à plus de 80 000 copies.
Le style punk hardcore de Bad Religion continue sur l'album Against the Grain, publié en 1990. Même si l'album n'atteint pas le succès escompté, il se vend à 100 000 exemplaires. 21st Century (Digital Boy), l'une des chansons extraites de l'album, est généralement la mieux connue du groupe.
Le batteur Pete Finestone quitte une nouvelle fois Bad Religion en avril 1991 pour se consacrer à son groupe, the Fishermen, qui sera chez une major, et Bobby Schayer le remplace. En mai 1991, Bad Religion entre au studio Westbeach Recorders pour enregistrer son sixième album, Generator, qui ne sera pas publié avant mars 1992. L'album est enregistré presque en direct du studio. En parallèle au succès du groupe, Bad Religion publie une compilation, 80–85, en 1991. Elle reprend leur premier album, How Could Hell Be Any Worse?, leurs deux EP, Bad Religion et Back to the Known, et les trois chansons de Public Service.

### Popularité et départ de Gurewitz (1993–1995)
Tandis que la musique rock alternatif et la musique punk rock refont leur apparition auprès du grand public, Bad Religion abandonne Epitaph Records, pour signer chez Atlantic Records et ressortir Recipe for Hate sur ce label. Epitaph aurait en réalité vendu les droits d'exploitation de l'album à Atlantic. En 1994, le groupe sort ensuite l'album Stranger than Fiction, mais Gurewitz quitte le groupe à ce moment-là pour se consacrer à temps plein à son label Epitaph Records. De plus, La dépendance de Gurewitz à l'héroïne ainsi qu'à d'autres drogues provoquait des tensions dans le groupe. Après avoir quitté Bad Religion, il fonde son propre groupe, Daredevils.
Alors que des tensions se font ressentir, Graffin chantera de différentes paroles lors de concerts comme « I want to know where Brett gets his crack » (« Je veux savoir où Brett trouve son héroïne ») ou « I want to know why Gurewitz cracked » (« Je veux savoir pourquoi Gurewitze s'est shooté [à l'héroïne] ») sur la chanson Stranger than Fiction. Plus tard, Gurewitz enregistrera une nouvelle chanson avec Daredevils intitulée Hate You, qui cible supposément Jay Bentley.
Gurewitz est remplacé par le guitariste Brian Baker, l'un des fondateurs de groupes tels que Minor Threat et Dag Nasty.

### Retour de Gurewitz (2001–2004)
Leur popularité n'étant plus ce qu'elle était, Bad Religion quitte Atlantic Records en 2001 et retourne chez Epitaph. Bobby Schayer doit aussi quitter le groupe en raison d'une sérieuse blessure à l'épaule. Il est remplacé par Brooks Wackerman, du groupe Suicidal Tendencies, et Gurewitz rejoint à nouveau le groupe pour l'enregistremment de The Process of Belief en 2002 qui devient donc le premier album où Gurewitz joue un rôle central dans la composition depuis l'album Stranger than Fiction sorti en 1994. Avec le retour de Gurewitz, le groupe se retrouve pour la première fois avec une formation de trois guitaristes. Toutefois, comme Gurewitz est toujours aux commandes d'Epitaph records, il ne participe plus aux tournées du groupe et fait seulement quelques très rares apparitions sur scènes presque uniquement lors des spectacles proches de chez lui à Los Angeles.
En juin 2004, The Empire Strikes First sort chez Epitaph. Le groupe ressort également cette même année bon nombre de leurs albums précédents dont How Could Hell Be Any Worse?, Suffer, No Control, Against the Grain, et Generator. La deuxième édition de How Could Hell Be Any Worse? contient aussi tous leurs premiers titres, ainsi que les chansons Public Service et Back to the Known.

### New Maps of Hell(2005–2008)

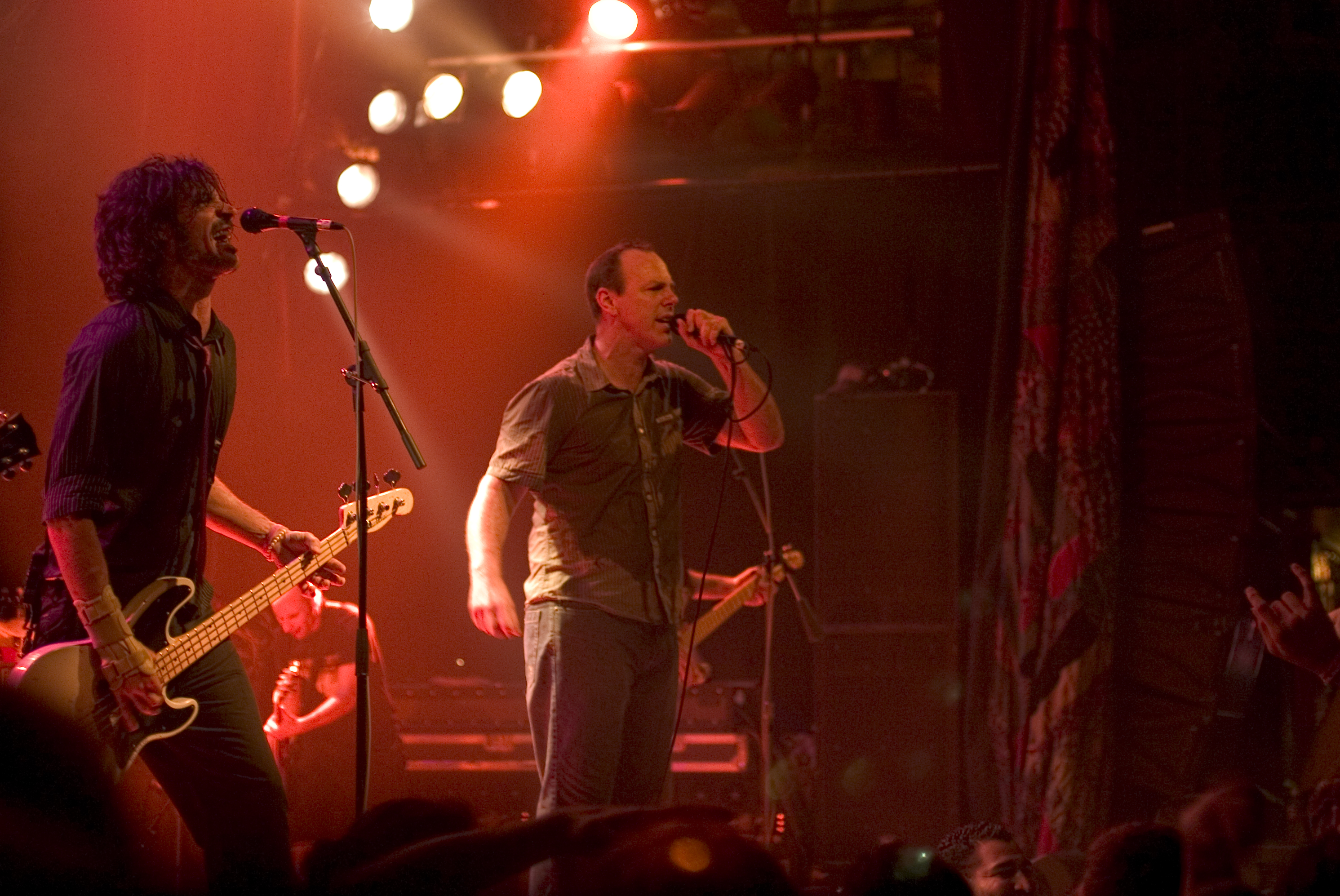
Bentley (gauche) et Graffin (droite) avec Bad Religion, en 2005.

En mai 2005, le site internet du groupe rapporte les propos de Greg Graffin, selon lesquels le groupe doit enregistrer dans l'année un album dont la sortie est prévue pour 2006. Un DVD live voit aussi le jour, intitulé Live at the Palladium, il fait grand bruit auprès des fans[réf. nécessaire] du groupe par la qualité de sa réalisation et sa setlist reprenant les tubes du groupe. La sortie du DVD précède de peu celle du second album solo de Greg Graffin, Cold as the Clay, le 11 juillet 2006.
L'album New Maps of Hell sort le 10 juillet 2007 aux États-Unis, puis ressort en digipack en 2008. The Dissent of Man sort le 28 septembre 2010. Son titre fait référence à l'ouvrage The Descent of Man de Charles Darwin.

### 30 Years LiveetThe Dissent of Man(2009–2010)
En juin 2008, Jay Bentley annonce qu'un nouvel album de Bad Religion a déjà été écrit ; il s'agit d'une suite de New Maps of Hell prévue pour juin 2009. Cependant, en décembre 2008, au fan site The Bad Religion Page, Bentley révèle qu'à cause de nombreuses dates de tournées en 2009, le groupe n'aura pas l'occasion de publier l'album avant la fin de l'année, mais bien plus pour 2010.
En décembre 2009, Bentley révèle que le groupe est attendu en studio pour le 26 avril 2010. En janvier 2010, Bentley révèle que l'enregistrement de l'album s'effectuera à Pasadena, en Californie avec Joe Barresi (The Empire Strikes First, New Maps of Hell). Le 6 avril 2010, Bentley réèle que la date d'enregistrement sera pour le 6 mai.
En mars et avril 2010, pour célébrer leur trentième anniversaire, Bad Religion effectue 30 nuits et 30 jours en Californie.
Le 1er mai 2010, Brett annonce leur entrée en studio. En juin 2010, The Bad Religion Page rapporte la date de sortie du nouvel album pour le 28 septembre 2010. Lors d'un entretien au Azkena Rock Festival le 26 juin 2010, les membres annoncent le titre de leur nouvel album, The Dissent of Man. The Dissent of Man est publié le 28 septembre 2010 et atteint la 35e place du Billboard 200, et la 6e place des Billboard Independent Albums. Le 30 août 2010, la version album de la chanson The Resist Stance est publiée sur leur page MySpace. Une semaine avant la sortie physique de l'album, Bad Religion le met à disposition en streaming sur son Myspace. Le groupe tournera en soutien à l'album en 2011.

### True North(2011–2013)
En avril 2011, le guitariste Brian Baker annonce que le groupe publiera un nouvel album lorsqu'il y aura assez de chansons. Pendant leur concert à Boston le 29 avril 2011, Greg Graffin explique qu'« après cette année, vous entendrez un peu plus parler de nous. on essayera de publier un dernier album puis on rejoindra tous la marine américaine », ce qui indique une possible séparation ou pause. Le 4 juin 2011, Graffin annonce l'enregistrement d'un nouvel album pour 2012. Le bassiste Jay Bentley précise qu'il sera effectué au début de 2012. En février 2012, Brett a supposément écrit deux chansons pour l'album. Le 25 juin 2011, Bad Religion joue en live dans l'émission Guitar Center Sessions sur DirecTV. En mai 2012, il est annoncé que Brett écrit « rapidement » un nouvel album,.
Le 5 novembre 2012 (Bad Religion Day), le seizième album de Bad Religion, True North, est annoncé pour le 22 janvier 2013. Le même jour sort le single Fuck You. True North est bien accueilli par la presse spécialisée, et atteint la 18e place du Billboard 200.

### Christmas Songset nouvel album (depuis 2013)
Bad Religion joue quelques concerts à quatre (sans Greg Hetson) entre avril et mai 2013, avec une apparition au That Damn Show de Mesa, Arizona, le 20 avril, et à des concerts comme le Groezrock en Belgique. Le 11 janvier 2014, Bentley confirme la venue de Dimkich is a comme membre permanent. Le 10 septembre 2013, Bad Religion annonce un album spécial Noël intitulé Christmas Songs, pour le 29 octobre 2013. En novembre 2013, ils annoncent un 17e album pour 2014.
Entre juillet et septembre 2014, Bad Religion joue au Summer Nationals Tour avec Pennywise et The Offspring. The Vandals, Stiff Little Fingers et Naked Raygun y jouent aussi,.
Le 27 octobre 2015, Brooks Wackerman quitte le groupe et rejoint une semaine plus tard Avenged Sevenfold. Wackerman est remplacé par le batteur de …And You Will Know Us by the Trail of Dead, Souls at Zero (en) et Snot, Jamie Miller (en),.

## Membres

### Membres actuels
- Greg Graffin – chant, piano, synthétiseur, guitare acoustique, (1980–1985, depuis 1986)
- Brett Gurewitz – guitare, chœurs, (1980–1983, 1986–1994, depuis 2001)
- Jay Bentley – basse, chœurs (1980–1982, depuis 1986)
- Brian Baker – guitare solo, chœurs (depuis 1994)
- Mike Dimkich – guitare (depuis 2013)
- Jamie Miller – batterie (depuis 2016)

## Discographie

### Albums studio
- 1982 : How Could Hell Be Any Worse?
- 1983 : Into The Unknown
- 1988 : Suffer
- 1989 : No Control
- 1990 : Against the Grain
- 1992 : Generator
- 1993 : Recipe for Hate
- 1994 : Stranger than Fiction
- 1996 : The Gray Race
- 1998 : No Substance
- 2000 : The New America
- 2002 : The Process of Belief
- 2004 : The Empire Strikes First
- 2007 : New Maps of Hell
- 2010 : The Dissent of Man
- 2013 : True North
- 2013 : Christmas Songs
- 2019 : Age of Unreason

### EP
- 1981 : Bad Religion
- 1984 : Back to the Known

### Compilations et albums live
- 1992 : 80-85
- 1995 : All Ages
- 1997 : Tested
- 2002 : Punk Rock Songs
- 2010 :  30 Years Live (disponible en téléchargement, un vinyle est ensuite produit, puis sort en 2016 en édition limitée)

### DVD
- 1990 : Along the Way
- 2000 : Bad Religion, The Riot
- 2006 : Live at the Palladium
- 2009 : New Maps of Hell Digipack